# 平常在
平常在，姓氏及出身均不詳，清朝乾隆帝之常在。

## 生平
生年不詳，生辰為七月十二日，可能出身內務府包衣。乾隆三十三年五月二十一日，慶妃陸氏位下的一名學規矩女子被封為平常在。乾隆四十三年九月初九日，葬入裕陵妃園寢，同年十一月二十八日，呈覽平常在遺物。

## 影視作品
- 電視劇

| 年份 | 劇名   | 演員 | 劇中姓名 | 劇中稱謂    | 註解 |
| 2018 | 如懿傳 | 瞿融 | 錢氏     | 宮女→平答應 |      |